# Abd al-Rahman al-Tamanarti
Abu Zayd Abd al-Rahman al-Jazuli al-Tamanarti al-Mghafri (en arabe : أبو زيد عبد الرحمن التمنارتي), il est né vers 1585 et est décédé en 1070 de l'Hégire (1659/60). Il été un cadi de la ville de Taroudant pendant le règne des Saadiens et le grand cadi de la région du Souss. Il est l'auteur de Fawaid al Jamma bi Isnadi Ouloumi al Oumma, une œuvre autobiographique d'une importante valeur historique qui comprend également des biographies de ses instructeurs. En annexe de cet ouvrage se trouve un chapitre dédié aux rêves, intitulé Bab al-rabi.

## Réferences
- (en) Cet article est partiellement ou en totalité issu de l’article de Wikipédia en anglais intitulé « Abd al-Rahman al-Tamanarti » (voir la liste des auteurs).

1. ↑  al-Jazuli at Tamanarti al-Mghafri, Fawa'id al-Jamma bi Isnadi 'Ulumi al-Umma, trans. by Cmdt. L. Justinard, Chartres: Durand, 1953 Series: Publications de la section historique du Maroc. Documents d'histoire et de géographie marocaines
2. ↑  "Bab al-rabi", in: Fawd'id al- jamma fi isnad ulum al-umma. BG, Rabat, no. (Dl 137) 2267 completed in 1045/1635. The dreams are in the 4th chapter, a separate manuscript, Bibliotheque generale, Rabat, no. D1137 (2267). The dreams are not in the translation by Justinard